# YGEX
YGEX — японський лейбл звукозапису. Дочірня компанія Avex Group, штаб-квартира розташована в Токіо, Японія. Заснована 12 квітня 2011 року японською компанією Avex Group і південнокорейським розважальним агентством YG Entertainment; це був перший випадок, коли корейська компанія заснувала лейбл у Японії. Назва «YGEX» є телескопією залучених компаній YG Entertainment і AV EX і має два значення: «Досвід» (англ. Experience) і «Ексклюзив» (англ. Exclusive).

## Історія
Лейбл призначений виключно для співаків YG Entertainment. Метою створення спеціального лейбла був захист музичності YG як такої. На відміну від інших корейських компаній YG розширювалася в Японії без особливого бажання. Причиною цього було небажання компанії відмовлятися від власного музичного стилю та «перетворюватися на японську музику» при виході на японський ринок. Завдяки створенню там спеціального лейбла, музичний колорит YG був захищений. Під час запуску лейблу голова avex Макс Мацуура заявив, що він створить «звучання YGEX», яке не є ані K-pop, ані J-pop.

## Артисти
- Treasure

## Колишні артисти
- SE7EN
- Gummy
- 2NE1
- V.I (Big Bang) — покинув індустрію розваг у березні 2019 року.
- B.I (iKon)
- Blackpink — перейшли до Interscope Records / Universal Music у 2019 році.
- GD & TOP
- iKon
- Big Bang
  - D-LITE
  - G-Dragon
  - SOL
- Winner
- Sechs Kies